# Abbaye de Saint-Amand-de-Coly
 (mai 2021).
Si vous disposez d'ouvrages ou d'articles de référence ou si vous connaissez des sites web de qualité traitant du thème abordé ici, merci de compléter l'article en donnant les références utiles à sa vérifiabilité et en les liant à la section « Notes et références ».
L'abbaye de Saint-Amand-de-Coly est une ancienne abbaye augustinienne située sur la commune de Saint-Amand-de-Coly, dans le département français de la Dordogne. Il n'en reste aujourd'hui que l'ancienne église abbatiale, entourée des vestiges d'une enceinte fortifiée.

## Histoire
Les débuts de l'abbaye de Saint-Amand sont écrits dans la Vita sancti Sori et la Vita sancti Amandi. Ces textes hagiographiques racontent qu'au temps du roi Clotaire Ier, vers 558, sur un domaine mérovingien nommé Genuliacus – Genouillac, aujourd'hui Terrasson - situé aux confins du Limousin et du Périgord, le moine Saint Sore –ou Sorus– et ses disciples Amand et Cyprien viennent s'établir et vivre une vie érémitique.
En 585 le roi Gontran, fils de Clotaire Ier vient dans la région à la poursuite de Gondovald. Il visite le moine Sorus et lui donne des propriétés pour fonder une communauté chrétienne. Cette construction est réalisée en l'honneur du martyr Julien de Brioude avec l'aide d'Arédius, abbé du monastère d'Attane (Saint-Yrieix).
Peu après il meurt et il est enterré dans la basilique par ses disciples Amand et Cyprien sur le domaine de Genuliacus près du castrum de Terrazo – Terrasson.
Puis Amand se retire dans une grotte et évangélise la population locale. Après sa mort, une communauté monastique s'installe sur le lieu qui devient Saint-Amand.
Aux VIIIe et IXe siècles, de nombreux édifices religieux (églises ou prieurés) sont érigés par cette communauté, jusqu'à une vingtaine de kilomètres alentour.
L'empereur Louis le Pieux donne un diplôme restituant à l'abbaye Saint-Martial de Limoges l'église de Genouillac – abbaye de Saint-Sore, en 833.
Au IXe siècle, le monastère souffre lors des guerres d'Aquitaine. L'abbaye est détruite en 857 au cours d'incursions des Normands qui remontaient la Vézère, distante de seulement cinq kilomètres.
C'est probablement Odon, abbé de Cluny, qui a fait renaître les deux abbayes. Au cours d'une visite, en 937, à l'abbaye de Saint-Sore, il constate qu'elle a été spoliée par les comtes de Périgord. Il obtient du comte de Périgord que l'abbaye soit placée sous la sujétion du Roi.
En 1046, le rotulus de l'abbé Oliba (971 - Saint-Michel de Cuixá, 1046), abbé de Ripoll, fondateur de l'abbaye de Montserrat en Catalogne, est le plus ancien document connu citant l'abbaye Saint-Amand, en lien avec Genouillac ("San Amando dicho Genolitico") et la famille de Terrazo (Terrassone) notifiée dans ses cartulaires. Ces documents attestent que l'abbaye existait à cette époque et dépendait de l'abbaye Saint-Sore à Genouillac. Ce nom de Genouillac disparaitra durant le XIe siècle pour devenir Terrasson.
Gerberge, fille de Bernard, comtor de Terrasson, épouse, en 1074, Boson Ier de Turenne. Pour les terrasson, c'est au moins une deuxième alliance avec les seigneurs de Ventadour, vicomte de Turenne, l'arrière grand-mère de Gerberge étant une Turenne. Le fief de Terrasson sera abandonné par cette famille à partir de 1152 à la suite du transfert de la région à la couronne d'Angleterre.
Sous Guillaume Ier de Montberon, évêque de Périgueux, les chanoines Augustins fondent en 1080 le monastère de Châtres près de Saint-Amand.
L'abbaye de Saint-Martial de Limoges soumet à son obédience, en 1101, l'abbaye de Saint-Sore et impose la réforme bénédictine clunisienne. Certains moines n'acceptant pas cette mainmise choisissent la règle des chanoines de Saint-Augustin. Ils quittent l'abbaye de Saint-Sore et s'installent à Saint-Amand.
Entre 1125 et 1130, mort de Guillaume, premier abbé connu, inhumé dans l'église. Une épitaphe est insérée dans le mur nord de la chapelle du croisillon nord :

DISCAT QUI NESCIT VIR NOBILIS HIC REQUIESCIT 

QUI RACHELQUE LIA QUI MARTA FIT ATQUE MARIA 

PSALMOS CANTATE FRATRES CHRISTUMQUE ROGATE 

SALVET UT ABBATEM W. PER PIETATEM 
 
L'église serait donc, au moins en partie, construite à cette époque. Il semble que l'abbaye connaisse au XIIe siècle une période de prospérité.
Elle étend son influence aux XIIIe et XIVe siècles. Les défenses de l'abbatiale n'étant pas d'origine, les différents auteurs ont cherché à savoir quand elles avaient été ajoutées à l'église, au XIIIe siècle ou vers 1350.
En 1304, Bertrand de Goth, archevêque de Bordeaux, visite l'abbaye. Il apprend son élection à la papauté peu après.
En 1347, il n'y a plus que sept moines dans l'abbaye.
Le roi Jean II le Bon décide en 1356 de transférer les hommages que lui doit l'abbé au comte de Périgord. Peu après, en 1358, le dauphin Charles, alors régent du royaume, décide de conforter les droits de l'abbé Hélie de Marcillac vis-à-vis de ses vassaux. L'abbé et ses chanoines ont à peine de quoi vivre du fait de la guerre.
En 1405 - mars 1406, l'abbé Hélie de Girmond fait le dénombrement de ses droits seigneuriaux et des biens de l'abbaye.
À la fin de la guerre de Cent Ans, l'abbaye et le village sont en grande partie détruits. Grâce à l'appui de Jean de Bretagne, lieutenant-général de Charles VII, les chanoines reconstruiront partiellement l'abbaye jusqu'au début du XVIe siècle. En 1483, ils sont douze, et en 1484 ils peuvent se réunir dans le chœur. Le cloître et la salle capitulaire, incendiés, sont abandonnés.
Lors des guerres de religion, elle est occupée en 1575 par une troupe protestante commandée par Jean de Cugnac. Le sénéchal de Bourdeille ne pouvant le déloger, c'est Henri de Noailles, neveu de l'abbé commendataire, qui ayant pris des canons à Brive, fit bombarder l'abbaye pendant six jours. En 1585, l'abbé Gilles de Noailles lève une petite troupe pour défendre l'abbaye. L'abbaye est sommairement restaurée en 1597.Enfin la grande victoire de Lamothe-Montravel, dite Bataille de Castillon (1453) qui consacra l’expulsion des Anglais du sol français et la mort de John Talbot, 1er comte de Shrewsbury et de Waterford.
Après les abbatiats des cadets de la famille de Ferrières de Sauvebœuf, l'abbé Henry de Longueval demande en 1706 une expertise de l'état de l'abbatiale. Malgré un état déplorable, il ne semble pas qu'elle ait eu des réparations.
En 1760, les habitants qui assurent l'entretien de la chapelle nord du transept, se plaignent de l'état du bâtiment qui menace de s'écrouler.
Le nombre de religieux ayant baissé de façon drastique, Louis XV autorisa au milieu du XVIIIe siècle la suppression de l'abbaye dont les biens furent vendus à la Révolution française. C'est alors que les archives de l'abbaye disparurent lors de la destruction du château abbatial, implanté sur la commune voisine de Coly.
Après la Révolution, l'église devient paroissiale.
Envahie par la végétation et les déblais, l'église abbatiale, devenue église paroissiale, était dans un état de délabrement avancé au XIXe siècle lorsque l'abbé Carrier, aidé de la population locale, s'attela à sa réhabilitation.
Après un premier classement en 1886, la charpente de couverture est réparée en 1894 par l'architecte Anatole de Baudot. Il fait une reprise d'une partie du mur gouttereau nord. L'architecte Rapine fait des réparations en 1905. En 1909, il reprend la couverture et la voûte de la chapelle sud. En 1919, il retire les gravats accumulés sur un mètre d'épaisseur sur la voûte du chœur. La voûte ogivale est reprise. En 1921 - 1923, il entreprend d'assainir le mur nord, retirant huit mètres de terre et mettant en place un mur de soutènement. En 1932-1936, un contrefort est repris.
Le toit de lauzes est mis en place en 1947. Puis Yves-Marie Froidevaux reprend le mur sud gorgé d'humidité en consolidant les plateformes défensives en 1962.
L'ancienne abbaye est classée monument historique depuis 1965.

## Galerie

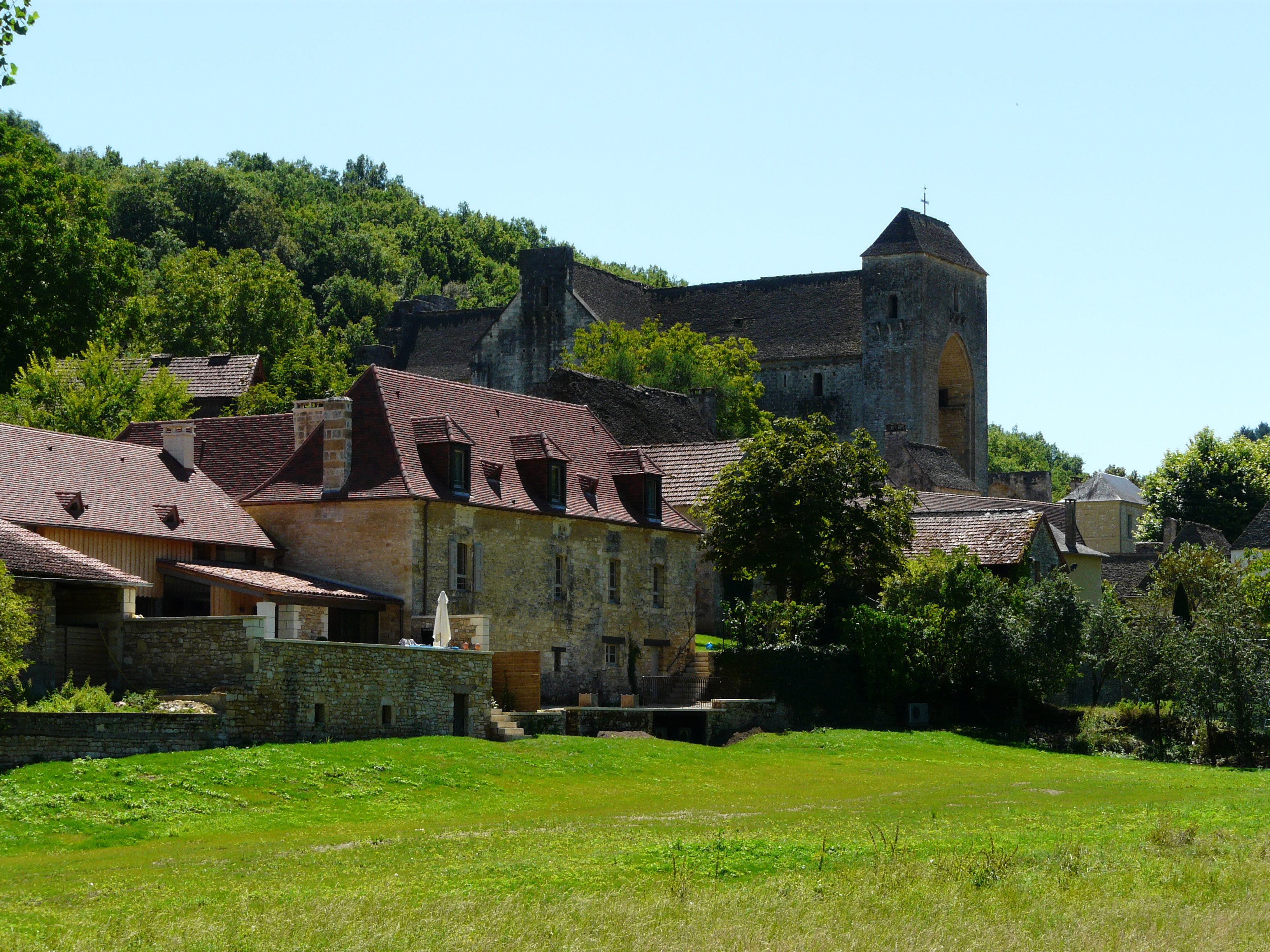
L'ancienne abbatiale dans le village.
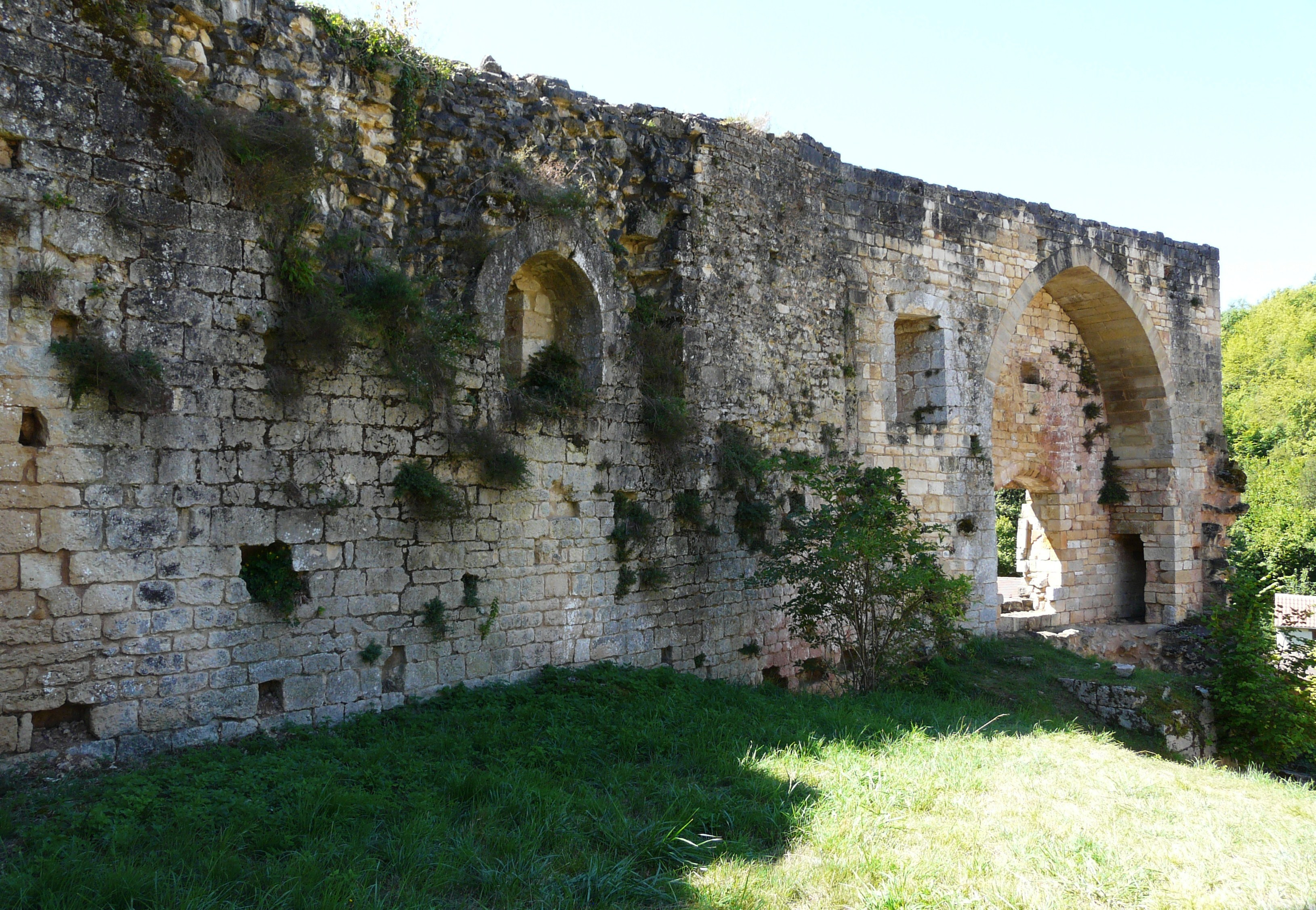
Les vestiges de l'enceinte de l'abbaye.
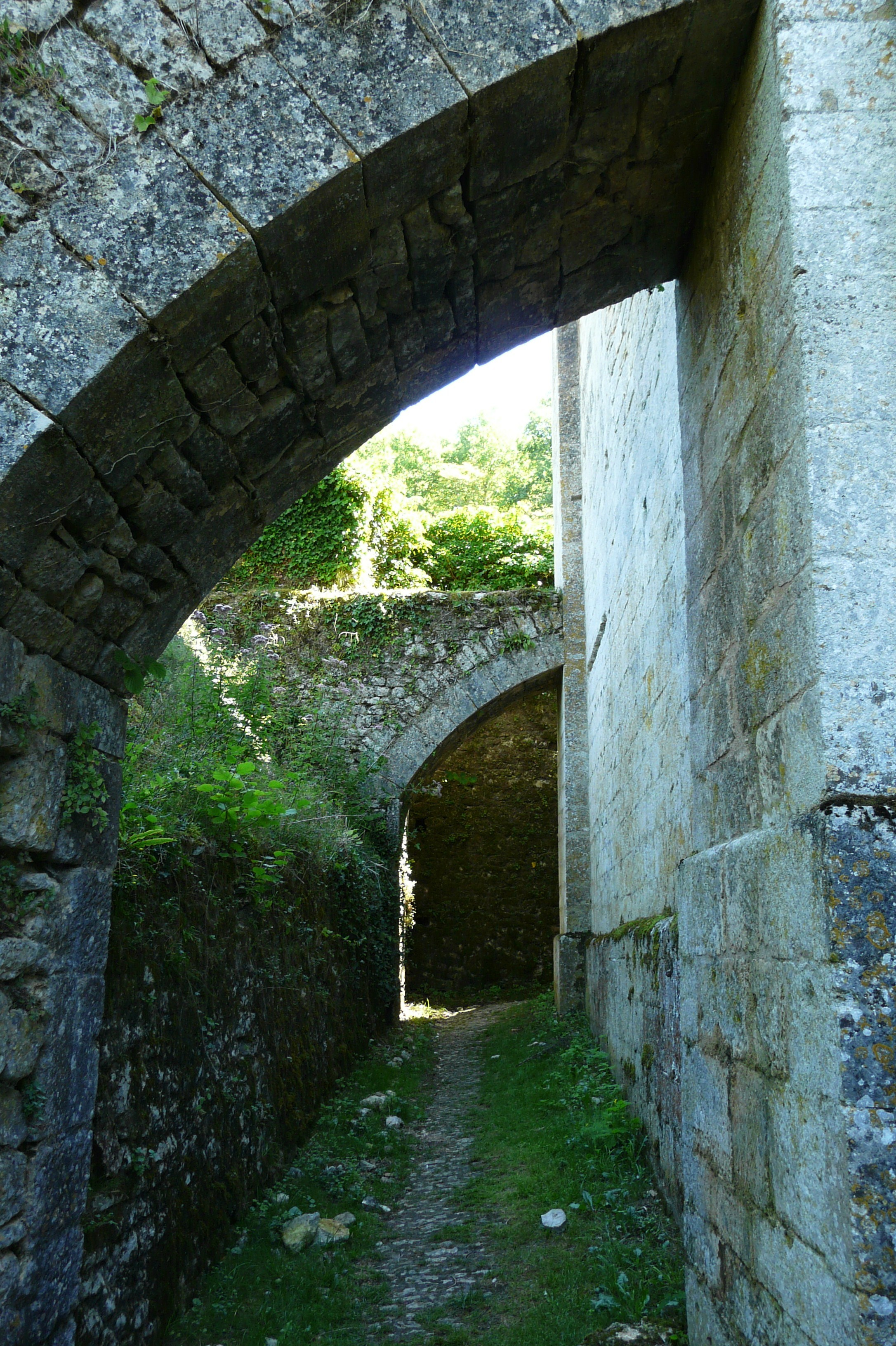
Les contreforts.
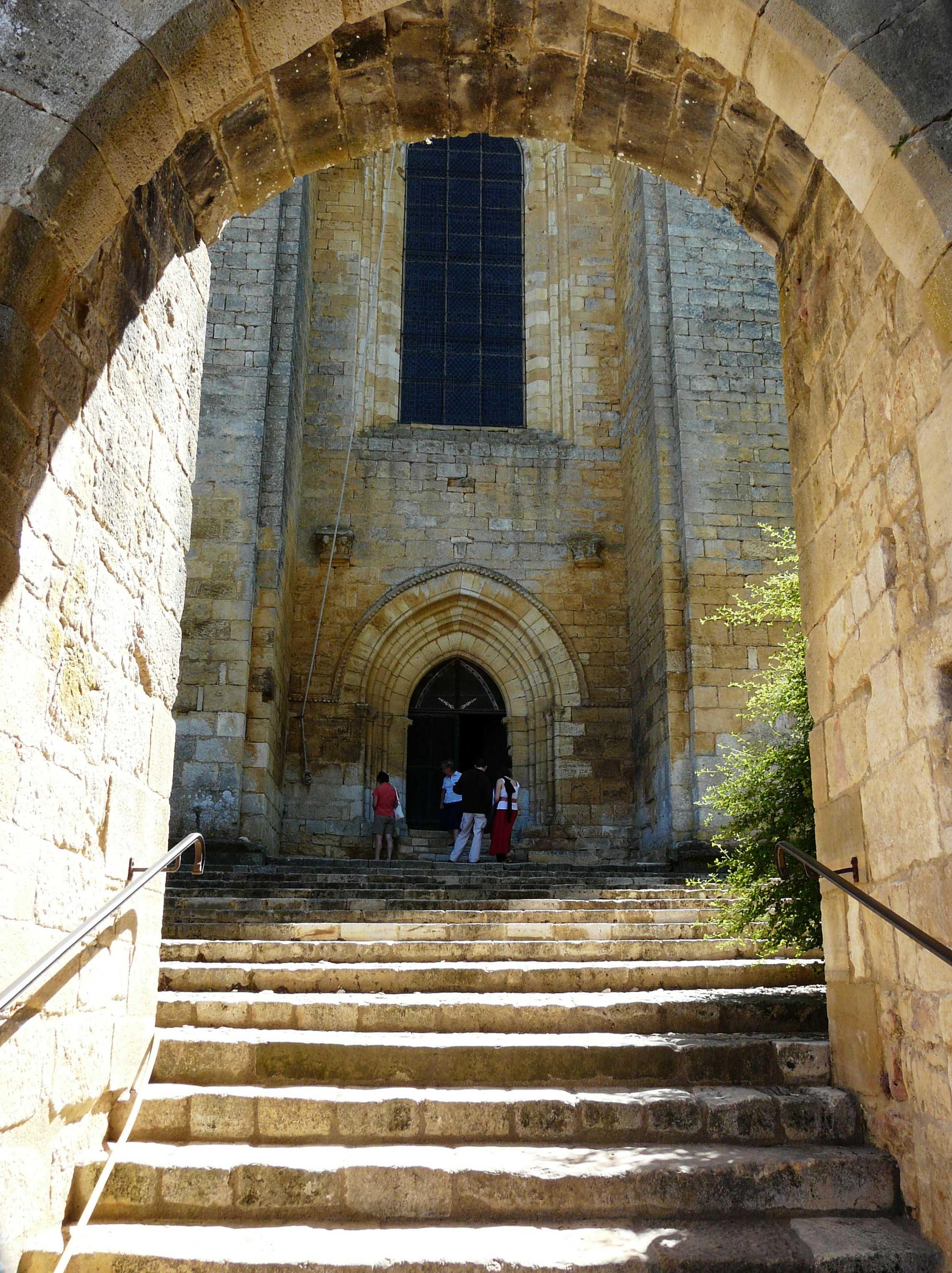
Le porche d'accès à l'église.
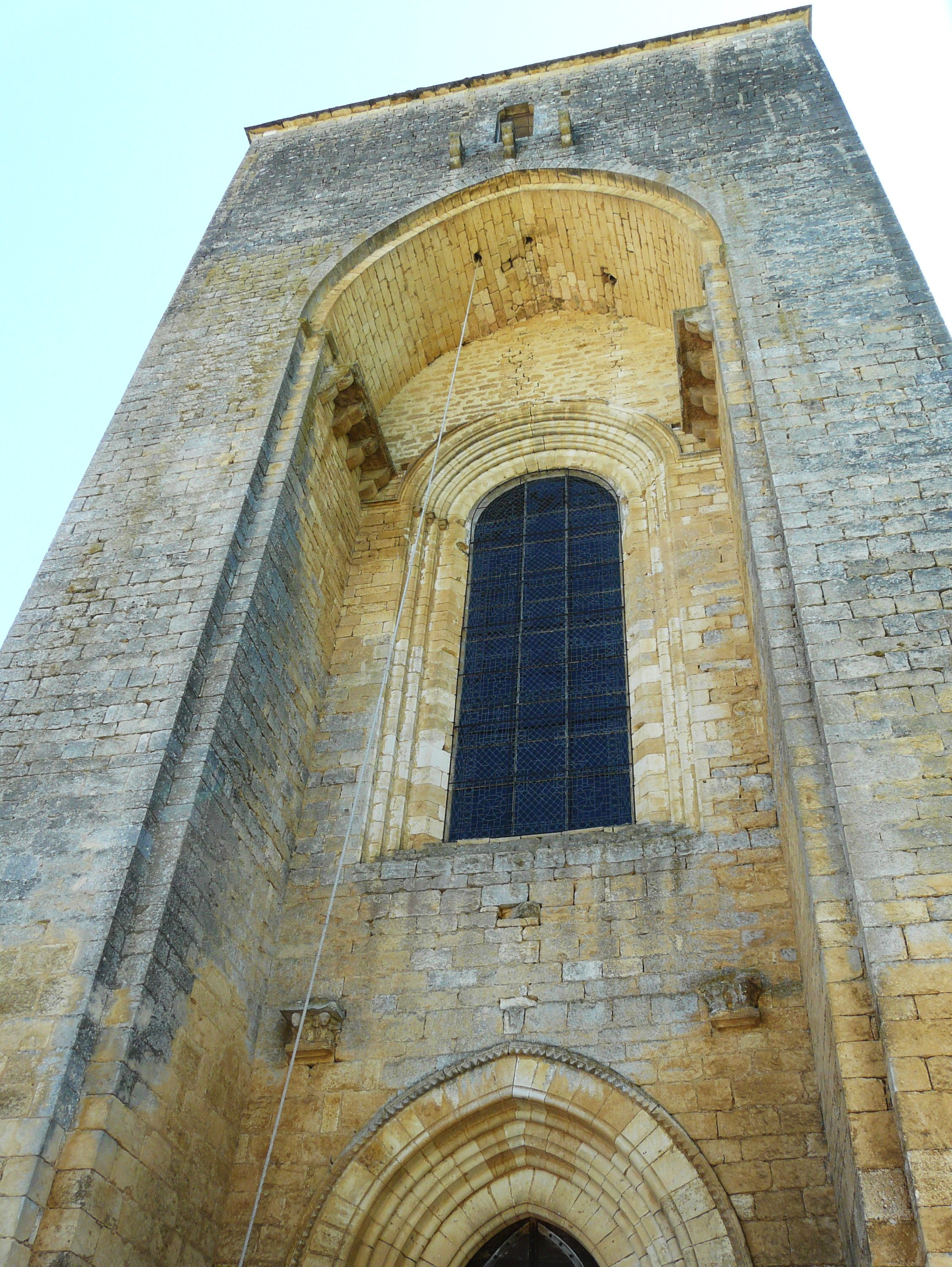
Le clocher-donjon.
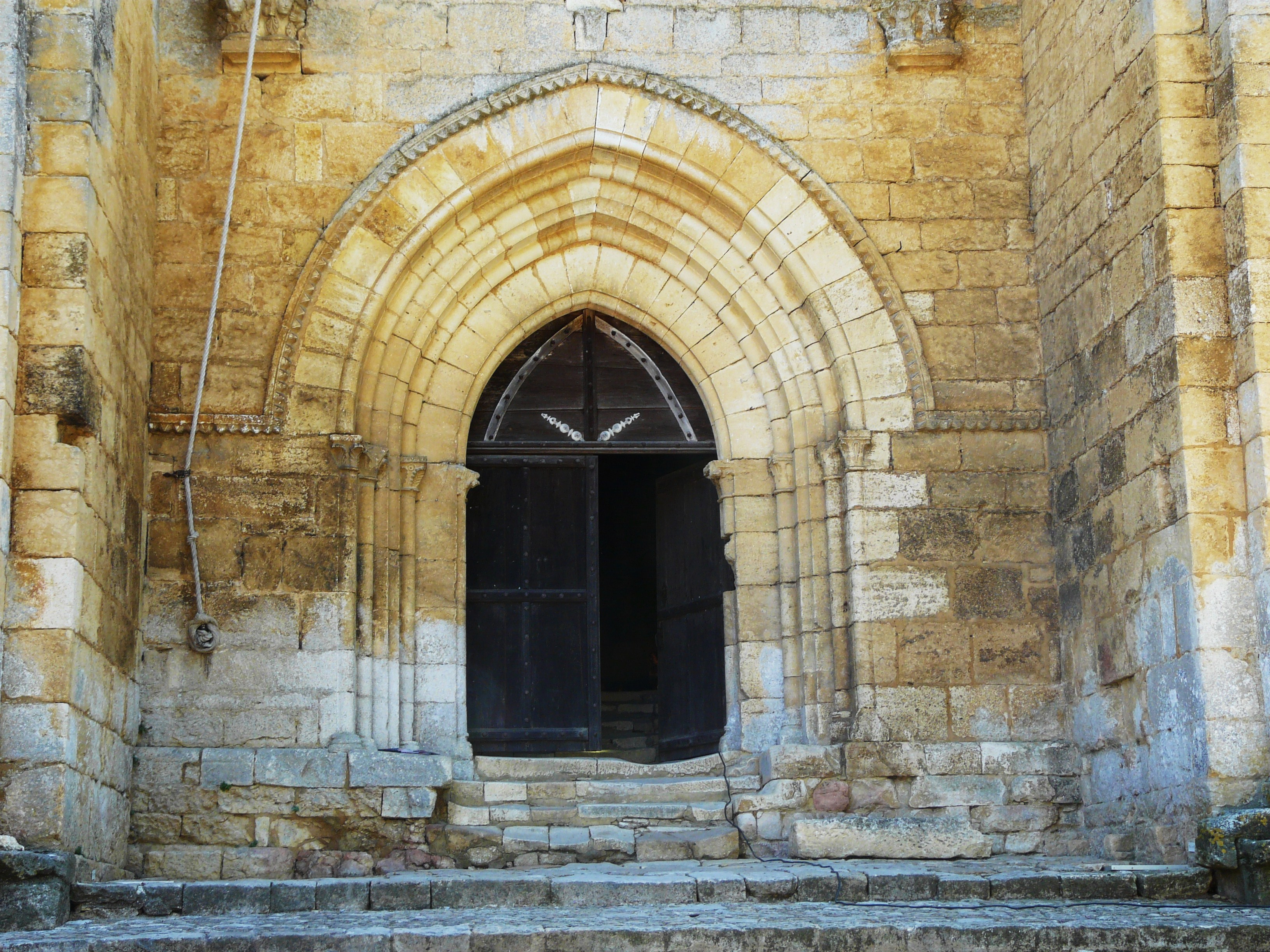
Le portail.
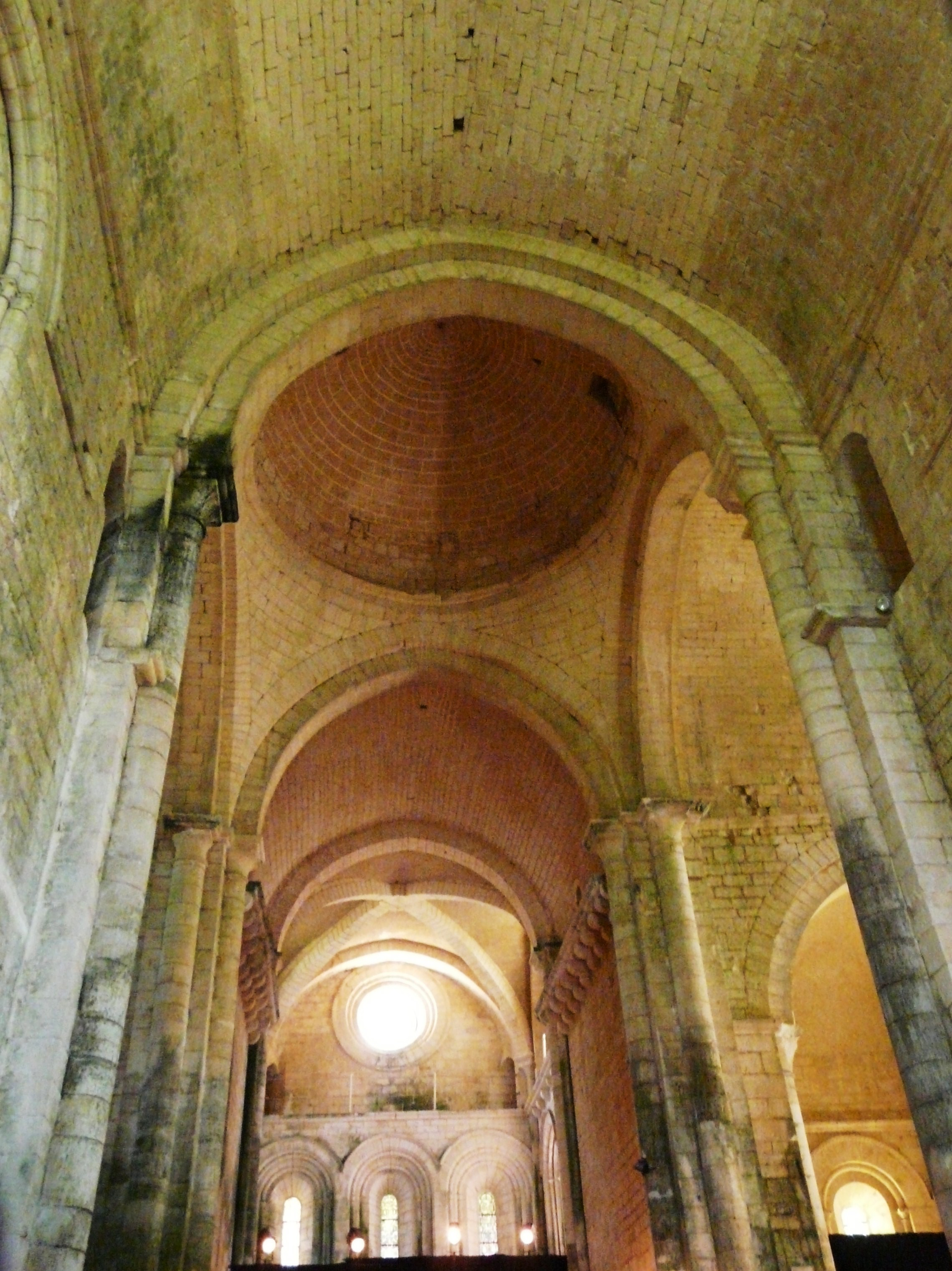
Le plafond de la nef.
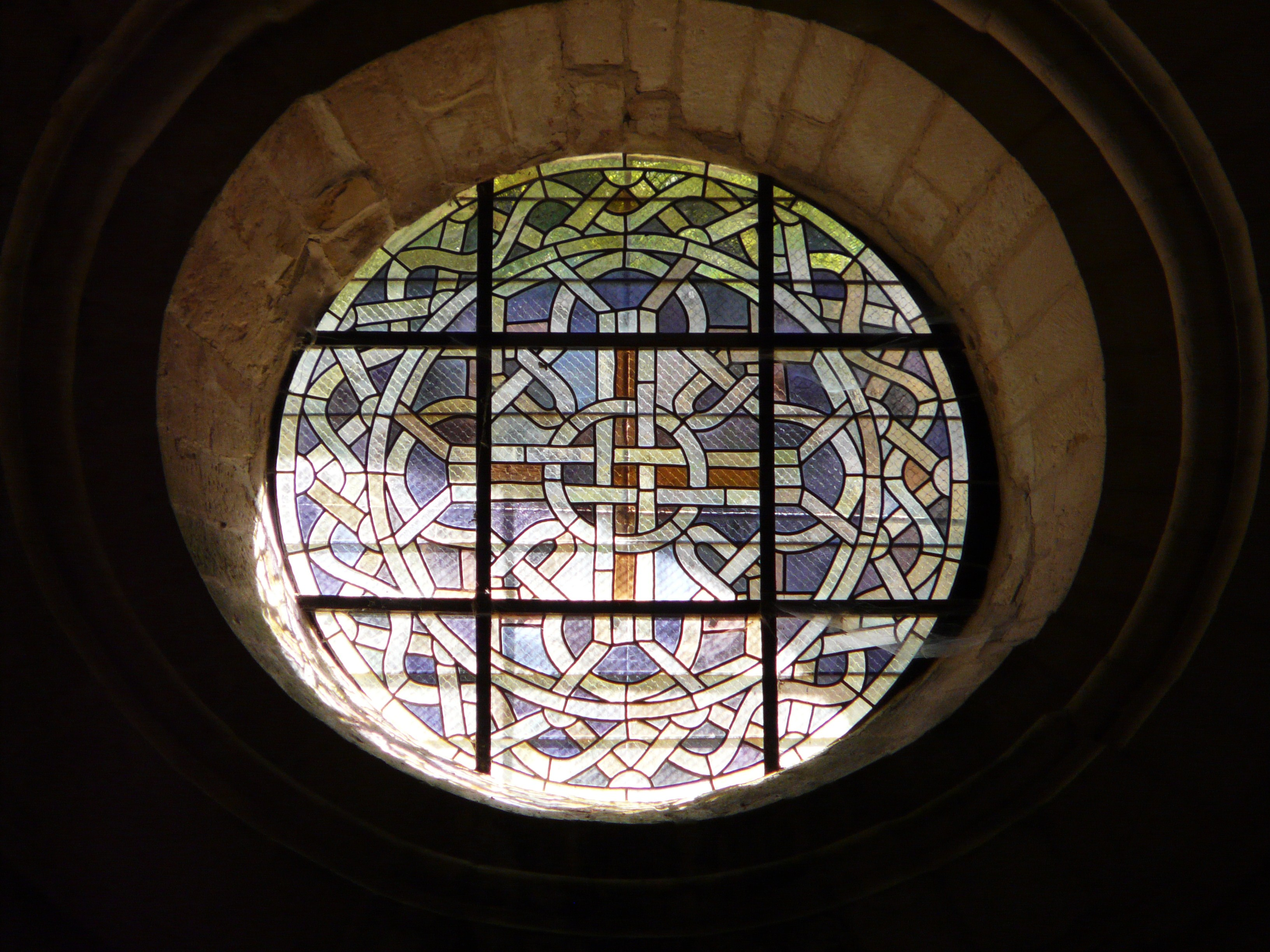
Le vitrail du chœur.